# Albert Lewkowitz
Albert Lewkowitz (hebräisch אלברט לבקוביץ; geboren 6. April 1883 in Georgenberg, Deutsches Reich; gestorben 10. November 1954 in Haifa) war ein israelisch-deutscher Rabbiner und Religionsphilosoph.

## Leben
Albert Lewkowitz war ein Sohn des Kaufmanns Salomon Lewkowitz und der Charlotte Behnsch, sein älterer Bruder Julius Lewkowitz wurde Rabbiner in Berlin. Lewkowitz besuchte die Volksschule in Georgenberg und das Gymnasium in Beuthen. Er war ab 1903 Student am Jüdisch-Theologischen Seminar (JTS) in Breslau und der Universität Breslau und legte 1910 das Examen als Rabbiner und Prediger ab. Mit einer Arbeit über „Hegels Ästhetik im Verhältnis zu Schiller“ wurde er 1910 in Breslau promoviert. Es folgten Schriften über „Die Religionsphilosophie des Neukantianismus“ (1911) und „Die klassische Rechts- und Staatsphilosophie: Montesquieu bis Hegel“ (1914). Ab 1914 arbeitete er als Dozent am JTS. Im Ersten Weltkrieg war er von 1914 bis 1916 Militärrabbiner. In Breslau war Lewkowitz Leiter der Freien Jüdischen Volkshochschule und des Lehrhauses. Er war Mitglied und Präsident der Zacharias Frankel-Loge. Lewkowitz wies darauf hin, dass besonders die Aufklärung die mittelalterliche Lebensform und das Wertsystem der jüd. Gemeinschaft grundlegend veränderte und diese politisch, wirtschaftlich und geistig unlösbar mit dem Leben Europas verband, weshalb es in der Folgezeit eine entscheidende Frage für sie wurde, ob, wie lange und in welcher Weise das Judentum inmitten des europ. Lebens seine religiöse Weltanschauung erhalten konnte.
Lewkowitz floh 1939 vor der nationalsozialistischen Verfolgung in die Niederlande. In Amsterdam lehrte er jüdische Religionsphilosophie am Ashkenazi Rabbinerseminar. Er wurde 1943 in das Durchgangslager Westerbork deportiert und 1944 in das KZ Bergen-Belsen. Er überlebte die Haft und emigrierte nach Kriegsende nach Palästina. Er wurde Rabbiner der Gemeinde „Ahavat Tsiyon“ in Haifa und unterrichtete am Even-Pina-Lehrerseminar und der Reali School.

## Schriften (Auswahl)
- Die klassische Rechts- und Staatsphilosophie : Montesquieu bis Hegel. Breslau: Marcus, 1914
- Religiöse Denker der Gegenwart : vom Wandel der modernen Lebensanschauung. Berlin: Philo-Verlag, 1923
- Das Judentum und die geistigen Strömungen der Neuzeit. 1. Die Renaissance. Breslau: M. & H. Marcus, 1929 online
- Das Judentum und die geistigen Strömungen der Neuzeit. 3. 2. Die Aufklärung. Breslau: M. & H. Marcus, 1929
- Das Judentum und die geistigen Strömungen der Neuzeit. 3. 19. Jahrhundert. Breslau: M. & H. Marcus, 1935
- Die Hauptrichtungen der Pädagogik der Neuzeit in ihrer Bedeutung für die Neugestaltung des jüdischen Unterrichtswesens. Breslau: Schatzky, 1934